# سده ۲۷
سده ۲۷ میلادی بیست و هفتمین سده پس از میلاد در گاه‌شماری میلادی است که از ۱ ژانویه ۲۶۰۱ شروع شده و در ۳۱ دسامبر ۲۷۰۰ پایان می‌یابد.

## رخدادهای نجومی
- ۱۶ دسامبر ۲۶۰۳: گذر ناهید از مقابل خورشید
- ۱۳ مه ۲۶۰۸: گذر تیر از مقابل خورشید
- ۱۳ دسامبر ۲۶۱۱: گذر تیر از مقابل خورشید
- ۲۶۲۶/۲۶۲۷: مقارنه سه‌گانهٔ بهرام و کیوان با ماه
- ۲۶۲۹: مقارنه سه‌گانهٔ بهرام و کیوان با ماه
- ۱۶ فوریه ۲۶۴۹: در ساعت ۱۱:۱۷ به وقت هماهنگ جهانی سیارهٔ ناهید، نپتون را می‌پوشاند.
- ۳ سپتامبر ۲۶۵۰: فاصلهٔ بین سیارهٔ بهرام و زمین به کمینه جالب توجهی می‌رسد: ۵۵٬۶۵۱٬۵۸۲٫۱۱۸ کیلومتر[۱] این فاصله تقریباً ۳۷٬۰۰۰ کیلومتر از کمینهٔ قبلی که در ۲۸ اوت ۲۲۸۷ رخ می‌دهد کمتر است. مقابله بعدی که دارای فاصلهٔ کمتری خواهد بود در ۸ اوت ۲۷۲۹ رخ می‌دهد.
- ۲۶۵۵/۲۶۵۶: مقارنه سه‌گانهٔ برجیس و کیوان با ماه
- ۲۶۶۳: مقارنه سه‌گانهٔ بهرام و کیوان با ماه
- ۲۶۷۴: سومین گردش پلوتو در مدار ۲۴۸ سالهٔ خود به دور خورشید پایان می‌یابد. این تاریخ از سال کشف پلوتو در ۱۸ فوریه ۱۹۳۰ محاسبه شده است.
- ۲۶۹۹/۲۷۰۰: مقارنه سه‌گانهٔ بهرام و برجیس؛ بهرام و کیوان؛ برجیس و نپتون

### فهرست گرفت‌های کلی خورشید
- ۲۸ اوت ۲۶۰۳: خورشید گرفتگی کلی به مدت ۶ دقیقه و ۲ ثانیه
- ۸ سپتامبر ۲۶۲۱: خورشید گرفتگی کلی به مدت ۵ دقیقه و ۴۵ ثانیه
- ۱۹ سپتامبر ۲۶۳۹: خورشید گرفتگی کلی به مدت ۵ دقیقه و ۲۸ ثانیه
- ۱۷ مه ۲۶۴۵: خورشید گرفتگی کلی به مدت ۵ دقیقه و ۱۷ ثانیه
- ۲۹ سپتامبر ۲۶۵۷: خورشید گرفتگی کلی به مدت ۵ دقیقه و ۱۱ ثانیه
- ۲۹ مه ۲۶۶۳: خورشید گرفتگی کلی به مدت ۵ دقیقه و ۷ ثانیه
- ۲۸ ژوئن ۲۶۷۱: خورشید گرفتگی کلی به مدت ۵ دقیقه و ۷ ثانیه
- ۹ جولای ۲۶۸۹: خورشید گرفتگی کلی به مدت ۵ دقیقه و ۳۱ ثانیه